# Cathy O'Donnell
Pour les articles homonymes, voir O'Donnell.
Ne doit pas être confondu avec Catherine O'Donnell.
Cathy O’Donnell née le 6 juillet 1923 à Siluria dans l’Alabama, et morte le 11 avril 1970 à Los Angeles, est une actrice américaine.

## Biographie
Après un passage à l’Université d'Oklahoma City, elle étudie l'art dramatique à l’American Academy of Dramatic Arts. Elle débute sur la scène avant de jouer au cinéma. Elle est sous contrat avec Samuel Goldwyn pour son premier film, Les Plus Belles Années de notre vie (1946), en interprétant Wilma Cameron. Elle est prêtée à la RKO pour le drame Les Amants de la nuit de Nicholas Ray (1947), avec Farley Granger qu'elle retrouvera dans le film d’Anthony Mann, La Rue de la mort.
À 24 ans, en avril 1948, elle épouse Robert Wyler, 48 ans, frère aîné du réalisateur William Wyler. Cathy O’Donnell apparaît aussi dans Ben-Hur (1959) dans le rôle de Tirzah, la jeune sœur du héros interprété par Charlton Heston.
Cathy O’Donnell meurt des suites d'un cancer à 46 ans, le jour de son 22e anniversaire de mariage avec Wyler.

## Filmographie

### Cinéma
- 1945 : Le Joyeux Phénomène (Wonder Man) de H. Bruce Humberstone : Une serveuse au nightclub
- 1946 : Les Plus Belles Années de notre vie (The Best Years of Our Lives) de William Wyler  : Wilma Cameron
- 1947 : Bury Me Dead de Bernard Vorhaus : Rusty
- 1948 : L'Incroyable Monsieur X (The Amazing Mr. X) de Bernard Vorhaus : Janet Burke
- 1948 : Les Amants de la nuit (They Live by Night) de Nicholas Ray : Catherine « Keechie » Mobley
- 1949 : La Rue de la mort (Side Street) d'Anthony Mann : Ellen Norson
- 1950 : L'Histoire des Miniver (The Miniver story) de H. C. Potter : Judy Miniver
- 1951 : Le jeu ne paie pas (en) (Never Trust a Gambler) de Ralph Murphy : Virginia Merrill
- 1951 : Histoire de détective (Detective Story) de William Wyler : Susan Carmichael
- 1952 : Eight O'Clock Walk de Lance Comfort : Jill Manning
- 1952 : The Woman's Angle : Nina Van Rhyne
- 1954 : L'amante di Paride de Marc Allégret et Edgar George Ulmer : Œnone
- 1955 : Mad at the World : Anne Bennett
- 1955 : L'Homme de la plaine (The Man from Laramie) d'Anthony Mann : Barbara Waggoman
- 1957 : Le Chasseur de Daims (en) (The Deerslayer) de Kurt Neumann : Judith Hutter
- 1957 : L'Histoire de l'humanité (The Story of Mankind) de Irwin Allen : La jeune chrétienne
- 1958 : My World Dies Screaming (en) de Harold Daniels (en) : Sheila Wayne Tierney
- 1959 : Ben-Hur de William Wyler : Tirzah

### Télévision
- 1951 : Lights Out (en) (Série)
- 1955 : The Best of Broadway (Série) : Amy Fisher
- 1955 : Climax! (Série TV) : Mona Herbert
- 1956 : Matinee Theater (en) (Série)
- 1958 : Zane Grey Theater (en) (Série) : Jennie Parsons
- 1958 : The Californians (en) (Série) : Grace Adams
- 1960 : The Détectives (Série) : Laurie Dolan
- 1960 : Tate (en) (Série) : Amy
- 1960 : The Rebel (en) (Série) : Prudence Gant / Felicity Bowman
- 1961 : Perry Mason (Série), saison 4, épisode 15 "The Case of the Fickle Fortune" de Laslo Benedek : Norma Brooks
- 1961 : Sugarfoot (Série) : Angel
- 1961 : Bonanza (Série), saison 5, épisode 14 "The Lila Conrad Story" de Tay Garnett  : Sarah Knowlton